# گمینا توخوو
گمینا توخوو (به لهستانی:  Gmina Tuchów) یک گمینا در لهستان است که در شهرستان تارنوف واقع شده‌است. گمینا توخوو ۱۰۰٫۱۴ کیلومتر مربع مساحت و ۱۷٬۶۵۴ نفر جمعیت دارد.